# Pink Elephant (sigarette)
La Pink Elephant è una marca di sigarette di produzione olandese, commercializzate dalla multinazionale Heupink & Bloemen Tabak, stessa produttrice delle Black Devil. Sono commercializzate nei Paesi Bassi, Spagna, Francia e Repubblica Ceca, in pacchetti da 20 sigarette aromatizzate alla vaniglia.
Esistono due pacchetti distinti per queste sigarette:
- Pacchetto nero, con nome e logo, formato da un elefante rosato, girato di spalle.
- Pacchetto nero, con un elefante viola che copre tutto il fronte, in risalto su di esso, vi è il nome e un piccolo elefante argentato.

## Aspetto estetico
La sigaretta, si presenta con una lunghezza standard , completamente rosata, con un cerchietto argentato tra il filtro e il tabacco aromatizzato alla vaniglia.